# Kowen kerület
Kowen kerület az 1966-os District Act, azaz kerületrendezési szabályok alapján az ausztrál főváros, Canberra egyik kerülete. A kerület az Ausztráliai fővárosi terület északkeleti részén helyezkedik el a Sutton Road-tól és az Új-Dél-Wales-ben található Queanbeyan városától keletre. 
Kowen területe elsősorban fenyvesekkel borított és leginkább mezőgazdasági célokra hasznosítják. Az Ausztráliai fővárosi területet és a déli partvidéket összekötő főútvonal, a Kings Highway, közvetlenül a térségen halad át. A terület jól ismert a hegyikerékpárosok körében, mivel a Sparrow-hegy hegyikerékpáros terület a hegyet borító Kowen-erdőben található. A biciklis túraútvonalak jelenleg le vannak zárva, mivel a Kings Highway főútvonal nyomvonalának átépítése zajlik a területen, amellyel a főútvonal biztonságosabb közlekedését oldják meg. Az útvonal ezen új részei elkerülnek egy veszélyesebb, kanyargós szakaszt, amely hat, egymást követő kanyarból állt, valamint előzést biztosító sávokat is kiépítenek.

## Korai telepesek
Néhányan a korai időkben a főváros, Canberra megalapítása miatt költöztek ide és telepedtek le. Luke és Mary Colverwell egy tanyán telepedtek le a Glenburn-patak mellett, ott, ahol ma a Kowen-erdő áll.

## Kowen Forest fenyőültetvény
Kowen kerület leginkább az itt található fenyőültetvényről, a Kowen Forestről híres. Egy vegyes faállományú puhafa és tüzelőfa erdőt telepítettek itt 1926 körül, máskülönben a terület mezőgazdaságilag teljesen hasznosítatlan volt. Egy 41 km² méretű fenyőerdőt telepítettek ide 1928-ban, amely része volt a fővárosi terület fenyőtelepítési akciójának. A 2003 januári canberrai bozóttüzek során a főváros fenyőállományának nagy része megsemmisült, de a Kowen kerületben található fenyők sértetlenül megúszták ezt a katasztrófát.

## Ausztrál haderő
Az Ausztrál Hadsereg parancsnoksága és feladatait felügyelő intézményeinek főhadiszállása, melyet Headquarters Joint Operations Command (HQJOC) néven ismert, Kowen kerülettel határos és nagyjából félúton van Queanbeyan és Bungendore városok között.

## Tervezett fejlesztések
A főváros terjeszkedése ellenére nincs napirenden, hogy Kowen kerületet a főváros egyik szerves városrészévé tegyék. Habár a város térbeli kiterjedése előreláthatólag Gungahlin kerület és Molonglo Valley kerület befogadóképességein belül marad,  előfordulhat, hogy komolyabb letelepedési hullám következik be Kowen kerületben is. A Canberrai Nemzetközi Repülőtértől északra tartó Majura Parkway fejlesztése alapvető hozzáférést biztosítana a területhez.

## Fordítás
Ez a szócikk részben vagy egészben  a   Kowen című angol Wikipédia-szócikk ezen változatának fordításán alapul.  Az eredeti cikk szerkesztőit annak laptörténete sorolja fel. Ez a jelzés csupán a megfogalmazás eredetét és a szerzői jogokat jelzi, nem szolgál a cikkben szereplő információk forrásmegjelöléseként.